# Övertorneå församling
Övertorneå församling är en församling i Norra Norrbottens kontrakt i Luleå stift. Den omfattar hela Övertorneå kommun i Norrbottens län och utgör ett eget pastorat.  

## Administrativ historik
Församlingen bildades 20 augusti 1482 genom en utbrytning ur Torneå församling under namnet Särkilax. 1617 spolades Särkilax kapell bort  och i anslutning till att en ny byggdes ändrades också församlingens namn. 25 oktober 1602 utbröts Torne lappförsamling (Tenoteki, Enontekis), 1617 Hietaniemi församling, 1655 Kengis bruksförsamling, 9 augusti 1725 Pajala församling, 1810 utbrutet Alkkula församling (nu Övertorneå) i Finland, 20 juni 1856 utbrutet Korpilombolo församling och 1962 Svansteins församling
Församlingen var mellan 1926 och 1962 uppdelad i två kyrkobokföringsdistrikt: Övertorneå kbfd (251801) och Svansteins kbfd (251802).
De två församlingarna Övertorneå och Svanstein bildade 1 januari 1962 en kyrklig samfällighet, benämnd Övertorneå och Svansteins kyrkliga samfällighet. 1 januari 1992 utökades denna med Hietaniemi församling, och samfälligheten fick samtidigt namnet Övertorneå kyrkliga samfällighet.
Svansteins församling och Hietaniemi församling uppgick den 1 januari 2006 i denna församling.

### Pastorat
I slutet av 1800-talet var Övertorneå ett konsistoriellt pastorat. Systemet med konsistoriella pastorat avskaffades genom 1910 års prästvallag. 
- 20 augusti 1482 till 20 november 1530: Annexförsamling i pastoratet Torneå och Särkilax.
- 20 november 1530 till 1538: Eget pastorat.
- 1538 till 20 oktober 1606: Annexförsamling i pastoratet Torneå och Särkilax
- 20 oktober 1606 till 1617: Eget pastorat
- 1617 till 1655: Moderförsamling i pastoratet Övertorneå och Hietaniemi.
- 1655 till 1725: Moderförsamling i pastoratet Övertorneå, Hietaniemi och Kengis bruksförsamling.
- 1725 till 1788: Moderförsamling i pastoratet Övertorneå, Hietaniemi, Kengis bruksförsamling och Pajala.
- 1788 till 1812: Moderförsamling i pastoratet Övertorneå, Hietaniemi, Kengis bruksförsamling, Kolari, Muonioniska och Pajala.
- 1812 till 1837: Moderförsamling i pastoratet Övertorneå, Hietaniemi, Pajala och Kengis bruk.
- 1837 till 1842: Moderförsamling i pastoratet Övertorneå, Hietaniemi och Pajala.
- 1842 till 20 juni 1856: Moderförsamling i pastoratet Övertorneå och Hietaniemi.
- 20 juni 1856 till 1878: Moderförsamling i pastoratet Övertorneå, Hietaniemi och Korpilombolo.
- 1878 till 1 maj 1920: Moderförsamling i pastoratet Övertorneå och Korpilombolo.
- 1 maj 1920 till 1 januari 2002: Eget pastorat.
- 1 januari 2002 till 1 januari 2006: Moderförsamling i pastoratet Övertorneå och Hietaniemi.[6]
- Från 1 januari 2006: Eget pastorat

## Areal
Övertorneå församling omfattade den 1 januari 1976 en areal av 843,0 kvadratkilometer, varav 796,6 kvadratkilometer land.

## Befolkningsutveckling
| Befolkningsutvecklingen i Övertorneå församling 1805–2015 | Befolkningsutvecklingen i Övertorneå församling 1805–2015 | Befolkningsutvecklingen i Övertorneå församling 1805–2015 | Befolkningsutvecklingen i Övertorneå församling 1805–2015 | Befolkningsutvecklingen i Övertorneå församling 1805–2015 |
| --- | --------------------------------------------------------- | --------------------------------------------------------- | --------------------------------------------------------- | --------------------------------------------------------- |
| |                                                           |                                                           |                                                           |                                                           |
| År |                                                           |                                                           | Folkmängd                                                 |                                                           |
| 1805 | 1805                                                      |                                                           | 1 674                                                     |                                                           |
| 1810 | 1810                                                      |                                                           | 1 808                                                     |                                                           |
| 1820 | 1820                                                      |                                                           | 1 924                                                     |                                                           |
| 1830 | 1830                                                      |                                                           | 2 365                                                     |                                                           |
| 1840 | 1840                                                      |                                                           | 2 113                                                     |                                                           |
| 1850 | 1850                                                      |                                                           | 2 490                                                     |                                                           |
| 1860 | 1860                                                      |                                                           | 2 368                                                     |                                                           |
| 1870 | 1870                                                      |                                                           | 2 528                                                     |                                                           |
| 1880 | 1880                                                      |                                                           | 2 942                                                     |                                                           |
| 1890 | 1890                                                      |                                                           | 3 122                                                     |                                                           |
| 1900 | 1900                                                      |                                                           | 3 406                                                     |                                                           |
| 1910 | 1910                                                      |                                                           | 3 683                                                     |                                                           |
| 1920 | 1920                                                      |                                                           | 4 093                                                     |                                                           |
| 1930 | 1930                                                      |                                                           | 4 909                                                     |                                                           |
| 1935 | 1935                                                      |                                                           | 5 531                                                     |                                                           |
| 1940 | 1940                                                      |                                                           | 6 233                                                     |                                                           |
| 1945 | 1945                                                      |                                                           | 6 844                                                     |                                                           |
| 1950 | 1950                                                      |                                                           | 7 419                                                     |                                                           |
| 1955 | 1955                                                      |                                                           | 7 402                                                     |                                                           |
| 1960 | 1960                                                      |                                                           | 7 033                                                     |                                                           |
| 1965 | 1965                                                      |                                                           | 3 589                                                     |                                                           |
| 1970 | 1970                                                      |                                                           | 3 268                                                     |                                                           |
| 1975 | 1975                                                      |                                                           | 3 066                                                     |                                                           |
| 1980 | 1980                                                      |                                                           | 3 205                                                     |                                                           |
| 1985 | 1985                                                      |                                                           | 3 193                                                     |                                                           |
| 1990 | 1990                                                      |                                                           | 3 181                                                     |                                                           |
| 1995 | 1995                                                      |                                                           | 3 258                                                     |                                                           |
| 2000 | 2000                                                      |                                                           | 3 070                                                     |                                                           |
| 2005 | 2005                                                      |                                                           | 5 229                                                     |                                                           |
| 2010 | 2010                                                      |                                                           | 4 812                                                     |                                                           |
| 2015 | 2015                                                      |                                                           | 4 600                                                     |                                                           |
| Anm: Befolkning den 31 december enligt den administrativa indelningen den 1 januari följande år. Sedan 2016 sker inte folkbokföring per församling och därmed kan det hända att vissa personer inte ingår i församlingens folkmängd då det är osäkert vilken församling de tillhör. Korpilombolo församling utbruten 1856. Åren 1930-1960 avser församlingen totalt, Övertorneå och Svansteins kbfd medräknade. Övertorneå kbfd har en separat tabell. Svansteins församling utbruten 1962. Svanstein och Hietaniemi uppgick i Övertorneå 1 januari 2006. |                                                           |                                                           |                                                           |                                                           |

| Befolkningsutvecklingen i Övertorneå kyrkobokföringsdistrikt 1930–1960 | Befolkningsutvecklingen i Övertorneå kyrkobokföringsdistrikt 1930–1960 | Befolkningsutvecklingen i Övertorneå kyrkobokföringsdistrikt 1930–1960 | Befolkningsutvecklingen i Övertorneå kyrkobokföringsdistrikt 1930–1960 | Befolkningsutvecklingen i Övertorneå kyrkobokföringsdistrikt 1930–1960 |
| --- | ---------------------------------------------------------------------- | ---------------------------------------------------------------------- | ---------------------------------------------------------------------- | ---------------------------------------------------------------------- |
| |                                                                        |                                                                        |                                                                        |                                                                        |
| År |                                                                        |                                                                        | Folkmängd                                                              |                                                                        |
| 1930 | 1930                                                                   |                                                                        | 2 753                                                                  |                                                                        |
| 1935 | 1935                                                                   |                                                                        | 3 118                                                                  |                                                                        |
| 1940 | 1940                                                                   |                                                                        | 3 421                                                                  |                                                                        |
| 1945 | 1945                                                                   |                                                                        | 3 771                                                                  |                                                                        |
| 1950 | 1950                                                                   |                                                                        | 4 089                                                                  |                                                                        |
| 1955 | 1955                                                                   |                                                                        | 4 017                                                                  |                                                                        |
| 1960 | 1960                                                                   |                                                                        | 3 852                                                                  |                                                                        |
| Anm: För åren 1930 och 1940-1945: befolkning enligt folkräkning 31 december enligt den administrativa indelningen den 1 januari följande år. 1950 avser befolkning enligt folkräkning den 31 december enligt den administrativa indelningen den 1 januari 1952. Åren 1935 samt 1955 avser den kyrkobokförda befolkningen den 31 december enligt den administrativa indelningen den 1 januari följande år. 1960, 1965 och 1970 avser befolkning enligt folkräkning den 1 november enligt den administrativa indelningen den 1 januari följande år. |                                                                        |                                                                        |                                                                        |                                                                        |

## Kyrkoherdar
| 1530      | Pedher Petri                  |           | Utsedd till kyrkoherde i Särkilax församling.   |
| 1606–1613 | Henricus Michaelis Carelius   | –1613     |                                                 |
| 1614–1620 | Marcus Thomae Nylandus        |           |                                                 |
| 1625–1638 | Nicolaus Philippi Falk        | –1638     |                                                 |
| 1641–1676 | Nicolaus Nicolai Ulopolitanus | 1637–1676 |                                                 |
| 1677–1680 | Anders Nicolai Tornensis      | 1625–1705 | Avsatt. Senare kyrkoherden i Kautokeino.        |
| 1682–1686 | Martinus Kempe                | 1630–1686 |                                                 |
| 1687–1717 | Johannes Tornberg             | 1640–1717 |                                                 |
| 1718–1741 | Erik Brunnius                 | 1660–1741 |                                                 |
| 1741–1762 | Erik Brunnius                 | 1706–1783 | Senare kyrkoherde i Nedertorneå församling.     |
| 1763–1783 | Isak Grape                    | 1720–1783 |                                                 |
| 1784      | Jacob Turdfjæll den yngre     | 1736–1785 | Utnämnd oktober 1784 men avled före tillträdet. |
| 1788–1805 | Olof Sandberg                 | 1735–1805 |                                                 |
| 1812–1842 | Johan Wijkström               | 1761–1842 | Utnämnd 4 januari 1812.                         |
| 1845–1877 | Isak Bucht                    | 1801–1877 |                                                 |
| 1879–1894 | Pehr Olof Grape               | 1844–1901 | Senare kyrkoherde i Nedertorneå församling.     |
| 1894–1928 | Johan Petter Wallin           | 1839–1928 |                                                 |
| 1959–1972 | Oskar Haapaniemi              | 1905–1972 |                                                 |
| 1989–2002 | Lars-Olof Kevnell             |           | [ 6 ]                                           |
| 2002–     | Pekka Koskinen                |           | [ 6 ]                                           |
| 2008–     | Roland Hemphälä               |           | [ 18 ]                                          |

### Komministrar
| Ämbetstid | Namn          | Levnadstid | Övrigt                                  |
| --------- | ------------- | ---------- | --------------------------------------- |
| 1609–1614 | Marcus Amundi |            | Senare kyrkoherde i Urdiala församling. |

## Kyrkobyggnader
- Hietaniemi kyrka
- Juoksengi kyrka
- Svansteins kyrka
- Övertorneå kyrka
- Pello församlingshem
- Särkilax kapell, bortspolad av vårfloden 1615.